# Endividamento doméstico
O termo endividamento é utilizado para indicar o estado financeiro de um ente. podendo, segundo o SPC, considerar-se endividado o sujeito que lida com parcelas - sejam elas advindas de compras ou empréstimo - a vencer. Quando o ente for uma família e as dívidas criadas e não pagas foram por ela contraídas, fala-se em endividamento doméstico.
Diversas são as maneiras que as levam a esse fenômeno, como a contratação do cheque especial, das linhas de crédito, dos empréstimos, dos crediários em lojas, das contas de telefone ou celular, das contas de luz e do cartão de crédito, sendo este o maior responsável pelo endividamento doméstico.
As razões que levam as famílias a recorrerem ao crédito são tão diversas quanto às maneiras existentes para adquiri-lo, quais sejam, a necessidade de comprar determinado bem, o desejo impulsionado pela sociedade de consumo, o status social e a ausência de educação financeira.
Muitas pesquisas demonstram que a taxa desse endividamento é alta no Brasil. Em 2011, 64,2% das famílias afirmavam ter dívidas a pagar. Essa quantia cresceu com o passar dos anos e, em 2020, atingiu a marca de 67,4% em julho e 67,5% em agosto, sendo este o maior índice já alcançado. Esses níveis não se espalham de maneira uniforme entre as diferentes classes sociais, mas atingem principalmente as famílias cuja renda é menor – devido à necessidade de crédito para continuar consumindo ou para pagar contas já realizadas e a ausência de dinheiro poupado.
Torna-se evidente que os mecanismos para controlar esses altos níveis de endividamento são fracos, e a proteção do consumidor não conta com a devida importância que deveria receber, pois eles, frequentemente, são induzidos a tomarem linhas de crédito com taxas de juros exorbitantes, muitas vezes sem compreenderem o que isso significa. Por consequência desses fatores, o endividamento das famílias, comumente gerado pela abundante emissão de crédito, gera graves problemas ao ente familiar e pode culminar em crises econômicas.

## A abundante emissão de crédito e sua problemática
Dentre os diversos contratos de serviços que existem, o contrato referente ao crédito bancário é bem conhecido da sociedade. Mais de 52 milhões de brasileiros usam o cartão de crédito como forma de pagamento de diversos produtos e serviços. Além disso, a autonomia da vontade sempre foi respeitada como grande princípio do Direito Privado, onde cada operação contratual, sendo ela lícita, pode tomar os contornos que as partes levarem, sem interferência da lei e do Estado.
Entretanto, diversos problemas começaram a surgir a partir da união desses dois fatores: a abundante emissão de crédito e a não interferência do estado e da lei nas negociações. Provavelmente, um exemplo paradigmático e que ilustra bem como tal emissão desenfreada de crédito é danosa não só para as partes, mas para a sociedade em geral, seja a Crise Econômica de 2008.
Neste impactante caso, várias instituições concederam um volume muito grande de empréstimos, principalmente para clientes que tinham claros indícios de não poderem devolver esse dinheiro. Inicialmente sendo atrativo para os bancos, pois diversos clientes conseguiam pagar as prestações iniciais ou cediam a casa como garantia, com o passar do tempo isso se mostrou insustentável, causando a maior crise depois do Crash da Bolsa de Valores de Nova York em 1929. Até aquele momento, as legislações referentes à concessão de crédito eram extremamente escassas.
Em 2020, principalmente em decorrência do cenário de pandemia, tal situação, apesar de em menor escala e com menores chances de gerar uma crise do tamanho da de 2008, volta a ocorrer no Brasil. 67,5% das famílias, no mês de agosto, estão endividadas segundo a Confederação Nacional do Comércio de Bens, Serviços e Turismo (CNC), sendo a inadimplência de 26,7% e as que não terão condição de pagar de 12,1%, taxas estas que estão numa crescente e cuja maior parte são de famílias de baixa renda.
Além disso, o endividamento causado pela emissão sem critérios ou com critérios extremamente flexíveis pode causar dano não só para a conjuntura econômica, como também para as próprias famílias que estão adquirindo o empréstimo. A decepção em ter um pedido de empréstimo negado pode ser pequena em relação aos efeitos que se endividar por uma promessa de dinheiro fácil do banco ou da agência. Entrar nessa situação pode ocasionar diversos problemas de saúde como estresse, depressão, queda de produtividade e até mesmo problemas de relacionamento familiar, principalmente com o estigma de ter o nome inserido em listas de inadimplentes como a do SPC e do Serasa.
Fica claro que a emissão desenfreada de crédito causa diversos problemas e deve ser plenamente controlada para evitar danos tanto para as famílias, quanto para as sociedades.

## O endividamento das famílias e as crises econômicas
Em um estudo sobre as possíveis causas da crise que acometeu os Estados Unidos em 2008, os economistas norte-americanos Atif Mian e Amir Sufi identificaram como um dos principais fatores do caos econômico o aumento do endividamento doméstico nos anos anteriores a 2008. Posteriormente, os pesquisadores estudaram crises experimentadas por outros países, as quais, do mesmo modo, vivenciaram significativas elevações no endividamento das famílias, como a crise japonesa nos anos de 1980, a crise mundial de 1929 e a crise brasileira entre os anos de 2014 a 2016
Nesse sentido, Mian e Sufi defendem que um aumento no crédito é acompanhado, também, pelo crescimento das dívidas entre os cidadãos, principalmente os de classes mais baixas. Por sua vez, com maiores parcelas do orçamento comprometido para o pagamento das dívidas de crédito, as famílias consomem cada vez menos. Com o comprometimento da capacidade de consumo, tem-se a recessão.
Especificamente no caso brasileiro, a crise dos anos 2014 a 2016 foi precedida por um substancial aumento do crédito concedido às famílias entre os anos de 2003 e 2014, momento no qual o país experimentava uma situação econômica considerada promissora. Nesse período, reformas institucionais e programas governamentais voltados para indivíduos de baixa renda favoreceram ainda mais o aumento de empréstimos às famílias. Contudo, não foram adotadas medidas reais de proteção aos consumidores pelo governo brasileiro Conciliados, esses dois fatores geraram uma drástica queda nos gastos internos privados, os quais culminaram na crise.
Logicamente, não se deve atribuir a responsabilidade pelas crises econômicas inteiramente ao aumento do endividamento familiar. Trata-se, contudo, de um conjunto de fatores, os quais envolvem aspectos relacionados a uma gestão governamental ineficiente, no ramo interno, e as condições internacionais.  Porém, a descrição do incremento das dívidas domésticas como um dos fatores responsáveis pelas crises econômicas permite a constatação de que a concessão de créditos pode não ser tão benéfica quanto normalmente lhe é atribuída. Além disso, ressalta a importância da proteção do consumidor pelo Estado, a partir de um maior controle governamental das relações dos agentes financeiros públicos e privados com os consumidores Trata-se de um setor fértil para pesquisas, inclusive no que se refere à prevenção de possíveis crises econômicas a partir de estudos do perfil dos endividados e de programas de controle do endividamento familiar.

## As consequências do endividamento doméstico
Uma das consequências geradas pelo endividamento familiar é a pressão moral a ser exercida sobre os membros da família que estão endividados. Maria Paula Bertran afirma que a visão construída pela sociedade a respeito do devedor é distorcida e representa uma violência simbólica. Isso se dá, pois há uma concepção social de que a honra da pessoa depende da maneira como ela atua no mercado de consumo. Assim, os sujeitos capazes de se inserir na dinâmica frenética de consumo e saldar suas dívidas em dia são vistos como moralmente corretos, enquanto aqueles que não conseguem arcar com suas obrigações – muitas vezes por fatores que extrapolam sua vontade – são vistos como pessoas execráveis e de baixa confiança. Ao passo que esse discurso é expandido, esconde-se o fato de que a distribuição do crédito ocorre de acordo com os interesses do mercado, ou seja, quando não há melhores oportunidades de investimento para as instituições financeiras, cabe a elas empurrarem o crédito para aqueles de menor renda
Dentre os referidos fatores que levam o devedor a não solver suas dívidas, pode-se citar os altos juros atribuídos aos empréstimos e a consequente incapacidade de pagamento. Soma-se a isso o fato de, atualmente, haver uma estrutura de crédito que facilita o endividamento das famílias. Isso porque, além dos bancos, os correspondentes bancários e as sociedades de crédito, financiamento e investimento atuam para expandir geograficamente a cobertura ao serviço de crédito e captar cada vez mais clientes – mesmo que eles tenham renda baixa e se mostrem como potenciais sujeitos que não conseguirão solver suas dívidas.
Além disso, a estruturação interna das instituições financeiras contribui para a propagação desse endividamento. Isso porque os funcionários de tais organizações têm suas remunerações atreladas ao número de contratos firmados, sendo seus ganhos proporcionais às altas taxas de juros ofertadas aos clientes. Assim, aos consumidores são empurrados empréstimos cujas taxas sejam altas, sem que haja ampla preocupação com a capacidade de pagamento. Isso, por consequência, aumenta as dívidas das famílias. Uma vez inserido na dinâmica do endividamento, o devedor encontrará grande dificuldade para se livrar disso, considerando que as renegociações feitas com as empresas tendem a perpetuar o contrato e a estimular novos endividamentos
Assim, diversos contratos realizados entre o consumidor e o fornecedor não contam com os parâmetros legais exigidos atualmente pelo Direito. Os princípios da boa-fé, da lealdade e da confiança, somados com a necessidade de se manter um equilíbrio contratual, não são observados em muitos casos. Isso abre margem para que a parte mais fraca não cumpra com sua obrigação, levando-a ao inadimplemento e endividamento.
Diante todo o exposto, nota-se que as consequências do endividamento familiar atuam em duas grandes esferas. A primeira delas é a social, no qual o membro da família será menosprezado por seus pares devido ao fato de ser devedor. A segunda diz respeito ao mercado de crédito, no qual esse sujeito não conseguirá fazer novos empréstimos – mesmo que precise urgentemente de um – ou comprar parcelado em certos estabelecimentos, pelo fato de seu nome já estar ou ter estado registrado no programa de proteção ao crédito.

## O Direito do Consumidor como mecanismo de proteção aos endividados
Estabelecido em 1990, o Código de Defesa do Consumidor (CDC) vem como uma forma de proteger o consumidor de diversos abusos que poderiam ser cometidos pelos fornecedores, como por exemplo, não trocar mercadoria que veio com defeitos. Antes da lei, mesmo que fosse possível exigir legalmente alguma retratação, a diferença entre as partes, ou seja, cliente e empresa, por exemplo, dava uma vantagem desproporcional ao fornecedor, que se aproveitava da autonomia contratual para impor suas vontades.
Um ponto importante sobre o CDC é que ele não vale apenas para as relações de consumo, mas também vale para os contratos com os bancos, como prevê a súmula 297 do Supremo Tribunal de Justiça (STJ). Nesse sentido, vale a pena ressaltar o que diz o artigo 68 da referida lei, sobre uma das infrações penais: Fazer ou promover publicidade que sabe ou deveria saber ser capaz de induzir o consumidor a se comportar de forma prejudicial ou perigosa a sua saúde ou segurança.
Dessa forma, os bancos possuem responsabilidade na emissão de crédito, tanto para os bons pagadores quanto para os maus pagadores. Não é incomum ver diversas instituições financeiras fazendo propagandas dizendo que apresentam linhas de crédito fácil, inclusive para negativados, induzindo pessoas a se tornarem clientes mesmo que haja fortes indícios de que a pessoa não será capaz de quitar o empréstimo. Pesa ainda mais o fato de que as instituições financeiras são especialistas em concessão de crédito, por isso tendo diversos indicadores do que é ou não é um bom pagador, se enquadrando no Artigo 68 do CDC.
Além disso, o Artigo 6º, em seu inciso III, afirma claramente que o consumidor, nesse caso o tomador de crédito, tem direito a todas as informações pertinentes do produto, inclusive dos seus riscos, o que muitas vezes é contrariado pelas propagandas mencionadas anteriormente.

Dessa maneira, o Código de Defesa do Consumidor pode servir como mecanismo de proteção do endividado justamente porque muitas vezes essa pessoa só entrou em tal condição por causa da falta de critério da instituição financeira em definir se é válido conceder ou não o crédito ou porque ela não forneceu informações suficientes para o tomador.